# Morten Tyldum
Morten Tyldum (Bergen, 19 de maio de 1967) é um cineasta norueguês.

## Filmografia
- 1996: Lorenzo (curta-metragem)
- 1996: En mann må gjøre det han må (telefilme)
- 2002: Fort Forover (curta-metragem)
- 2002: Folk flest bor i Kina (segmento "H")
- 2003: Buddy
- 2008: Varg Veum - Falne engler
- 2011: Hodejegerne
- 2014: The Imitation Game
- 2016: Passengers